# Салмиярви (деревня)
Салмиярви (фин. Salmijärvi) — покинутая деревня на территории Найстенъярвского сельского поселения Суоярвского района Республики Карелия.
До 1940 года входила в волость Суоярви Выборгской губернии Финляндии. Ныне Салмиярви — сплошные развалины. Территорию деревни планировалось включить в национальный парк «Койтайоки-Толваярви».